# Gîtes de Hérisson
Gîtes de Hérisson este o arie protejată (sit de importanță comunitară — SCI) din Franța întinsă pe o suprafață de 255 ha, integral pe uscat.

## Localizare
Centrul sitului Gîtes de Hérisson este situat la coordonatele 46°30′43″N 2°42′14″E / 46.51194°N 2.70389°E.

## Înființare
Situl Gîtes de Hérisson a fost declarat arie specială de conservare în baza directivei 92/43 din 1992 referitoare la conservarea habitatelor naturale și a faunei și florei sălbatice pentru a proteja 13 specii de animale.

## Biodiversitate
Situată în ecoregiunea continentală, aria protejată conține 6 habitate naturale: Păduri aluvionare cu Alnus glutinosa și Fraxinus excelsior (Alno-Padion, Alnion incanae, Salicion albae), Păduri de stejar sau de stejar și carpen sub-atlantice și medio-europene de Carpinion betuli, Grohotișuri silicioase medio-europene, la altitudine înaltă, Liziere de ierburi înalte hidrofile de câmpie și de nivel montan până la alpin, Lacuri eutrofice naturale cu vegetație de tip Magnopotamion sau Hydrocharition, Pajiști uscate europene.
La baza desemnării sitului se află mai multe specii protejate:
- amfibieni (1): izvoraș-cu-burta-galbenă (Bombina variegata)
- mamifere (7): liliac cârn (Barbastella barbastellus), vidră de râu (Lutra lutra), liliac cărămiziu (Myotis emarginatus), liliac comun (Myotis myotis), liliacul mediteranean cu potcoavă (Rhinolophus euryale), liliacul mare cu potcoavă (Rhinolophus ferrumequinum), liliacul mic cu potcoavă (Rhinolophus hipposideros)
- nevertebrate (2): croitorul mare al stejarului (Cerambyx cerdo), rădașcă (Lucanus cervus)
- pești (3): zglăvoacă (Cottus gobio), Cottus perifretum, boarță (Rhodeus amarus)

Pe lângă speciile protejate, pe teritoriul sitului au mai fost identificate 3 specii de amfibieni, 12 specii de mamifere, 1 specie de pești, 2 specii de reptile.